# Kunstnernes Frie Studieskoler
Kunstnernes Frie Studieskoler  var en dansk kunstskole etableret i København i 1882 som protest mod Kunstakademiets kunstsyn og optagelsesregler, og for at der kunne være et alternativ til Kunstakademiets uddannelsesprogram. Kunstnernes Frie Studieskoler eksisterede til 1912 og havde betydning for Det moderne gennembrud i dansk kunst. Johan Rohde var en af initiativtagerne til skolen efter at han havde forladt Kunstakademiet samme år.
Laurits Tuxen var skolens første leder og P.S. Krøyer en af lærerne. Allerede i 1883 fik skolen offentlig støtte økonomisk og blev dermed et anerkendt alternativ til Kunstakademiet.

## Zahrtmanns skole
To år efter stiftelsen blev den udvidet med en forberedelsesklasse, som først blev ledet af Frans Schwartz, men i 1885 blev Kristian Zahrtmann leder, og under ham blev forberedelsesklassen udviklet til en selvstændig enhed.
Zahrtmanns skole var af stor betydning for den gruppe malere, som blev kendt under navnet Fynboerne på grund tilknytningen til Fyn. 
Blandt Zahrtmanns studerende var blandt andet Peter Hansen, Fritz Syberg, Poul S. Christiansen, Johannes Larsen, Oluf Hartmann, Karl Isakson, Edvard Weie, Harald Giersing og Olaf Rude.